# Marcel Vandernotte
Pour les articles homonymes, voir Vandernotte.
Marcel Vandernotte est un rameur français né le 29 juillet 1909 à Nantes (Loire-Atlantique) et mort le 15 décembre 1993 à Nantes.

## Biographie
Marcel Vandernotte est médaillé de bronze de deux barré aux Championnats d'Europe d'aviron 1933 à Budapest.
En juillet 1935, les frères Vandernotte sont Champions de France en quatre sans barreur (avec Cosmat et Chauvigné), ainsi qu'en huit en pointe avec barreur, à Suresnes pour le CA Nantes. Au mois d'août, à Berlin, ils deviennent vice-champion d'Europe en quatre sans barreur, toujours avec les deux mêmes partenaires nantais, retrouvant ainsi le rang continental qu'ils avaient occupé en 1934 à Lucerne.
Marcel Vandernotte a remporté la médaille de bronze en quatre avec barreur aux Jeux olympiques d'été de 1936 à Berlin avec comme partenaires Marcel Chauvigné, Marcel Cosmat, son frère Fernand Vandernotte et son neveu Noël Vandernotte. Il avait aussi participé à l'épreuve de deux sans barreur aux Jeux olympiques d'été de 1932 à Los Angeles avec Fernand Vandernotte, sans atteindre la finale.
Les frères Vandernotte, de l'E.N. Cognac, puis essentiellement du C.A. de Nantes, sont champions de France, ensemble, au "deux sans barreur" en 1927 et 1928... puis encore dix années après en août 1938. En juin 1932, peu après les JO de Los Angeles, ils s'imposent face au "deux" des anglais du London R.C., lors d'une rencontre amicale.